# Christophe Blain
Christophe Blain es un dibujante y guionista de cómics francés, nacido en 1970.
Dibujó cuatro tomos de la serie La Mazmorra, dos tomos de la serie Hiram Lowatt & Placido con David B., tres tomos de Sócrates (con guion de Joann Sfar). Dibujante y guionista del álbum Le Réducteur de Vitesse y de la serie Isaac el Pirata, mejor álbum del festival de Angulema de 2002.[cita requerida]

## Publicaciones
- Hiram Lowatt & Placido (dibujo), con David B. (guion), Dargaud:

1. La Révolte d'Hop-Frog, 1997.
2. Les Ogres, 2000.

- Carnet polaire, Casterman, 1997.
- Le Réducteur de vitesse, Dupuis, 1999.
- Donjon: 4 tomos, con Joann Sfar & Lewis Trondheim, Delcourt

-99. La Chemise de la nuit, 1999 (en español: El camisón. -- Norma Editorial, 2001).
-98. Un justicier dans l'ennui, 2001 (en español: Un justiciero en apuros. -- Norma Editorial, 2002).
-97. Une jeunesse qui s'enfuit, 2003 (en español: La juventud que se va. -- Norma Editorial, 2004).
-84. Après la pluie, 2006 (en español: Después de la lluvia. -- Norma Editorial, 2007).
- Participación en Comix 2000, L'Association, 1999.
- Isaac le pirate, Dargaud (en español: Isaac el pirata):

1. Les Amériques, 2001 (en español: Las Américas. -- Norma Editorial, 2003).
2. Les Glaces, 2002 (en español: Los hielos. -- Norma Editorial, 2004).
3. Olga, 2002 (en español: Olga. -- Norma Editorial, 2005).
4. La Capitale, 2004 (en español: La capital. -- Norma Editorial, 2005).
5. Jacques, 2005 (en español: Jacques. -- Norma Editorial, 2007).

- Socrate le demi-chien (dibujo), con Joann Sfar (guion), Dargaud:

1. Héraclès, 2002.
2. Ulysse, 2004.
3. Oedipus-rex, 2009

- King Kong, Albin Michel, 2004.
- Carnets de Lettonie, Casterman, 2005.
- Gus, Dargaud:

1. Nathalie, 2007 (en español: Nathalie. -- Norma Editorial, 2007).
2. Beau bandit, 2008 (en español: Bandido guapo. -- Norma Editorial, 2008).

- Quai d'Orsay: chroniques diplomatiques, con Abel Lanzac, Dargaud (en español, edición integral: Quai d'Orsay. -- Norma Editorial, 2014).

1. Le Conseiller, 2010.
2. Chroniques diplomatiques, 2011 (en español: Crónicas diplomáticas. -- Norma Editorial, 2012).

- En cuisine avec Alain Passard, Gallimard, 2011.
- La fille, con Barbara Carlotti (música), Gallimard, 2013.

## Premios y distinciones
Festival Internacional de Cine de San Sebastián
| Año  | Categoría                        | Película     | Resultado |
| ---- | -------------------------------- | ------------ | --------- |
| 2013 | Premio del jurado al mejor guion | Quai d'Orsay | Ganador   |

| Año  | Categoría            | Película     | Resultado |
| ---- | -------------------- | ------------ | --------- |
| 2014 | Mejor guion adaptado | Quai d'Orsay | Nominado  |